# Ogura hyakunin isshu

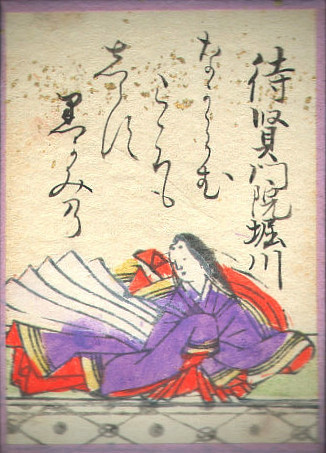
Carte du jeu karuta.

Le Ogura hyakunin isshu (百人一首, lit. Cent poèmes de cent poètes) est une célèbre compilation de poèmes classiques japonais. Ce nom peut aussi faire référence au jeu karuta qui se base sur ce fameux recueil.

## Historique
Le Hyakunin isshu (百人一首), De cent poètes un poème), aussi appelé Ogura hyakunin isshu (小倉百人一首), est un célèbre recueil de poèmes exemplaires compilé au XIIIe siècle. Il est généralement admis que son compilateur est Fujiwara no Teika (藤原定家) (1162-1241), poète majeur de son temps qui est au centre des sources témoignant de l'histoire de ce recueil. C'est en effet dans son journal personnel, le Meigetsuki (明月記, Notes de la lune claire), que Teika mentionne une demande d'Utsunomiya Yoritsuna (en) (宇都宮頼綱) à la date du 27 du cinquième mois 1235. Ce dernier souhaitait des calligraphies de poèmes sur des shikishi (色紙, lit. papier de couleur), afin de décorer les portes coulissantes de sa demeure à Saga. Le choix des poèmes semble ensuite avoir été légèrement modifié par Teika, avant d'être compilé sous la forme d'un recueil et d'aboutir à la forme qu'on connait aujourd'hui.
Le recueil est encore aujourd'hui très présent dans la culture japonaise, s'exportant même à l'étranger via la pratique du karuta et la culture populaire. Il peut ainsi être considéré, par sa popularité et sa transmission à travers les siècles, l'œuvre classique la plus influente de son pays.

## Liste des poètes duOgura hyakunin isshu
La liste ci-dessous présente les noms des cent poètes de l'époque médiévale de la littérature japonaise, une période d'environ cinq à six cents ans. La plupart d'entre eux vivent à l'époque de Heian (794-1185/1192), l'âge d'or de la poésie japonaise de cour.
Ces cent poètes appartiennent presque exclusivement à l'aristocratie de la cour impériale japonaise et près d'un tiers d'entre eux à la famille Fujiwara. Parmi les exceptions se trouvent quelques officiers de la noblesse, d'anciens membres nobles du clergé bouddhiste, quelques dames de la cour ainsi que des fonctionnaires.
Pour beaucoup, cependant, leurs dates exactes ou leur état social sont encore inconnus de nos jours.
Par ailleurs, certaines poétesses du Ogura hyakunin isshu ne sont identifiées que par leur statut social (par exemple « mère de ») tandis que leurs véritables noms propres sont parfois oubliés ou inconnus.
La liste suit l'ordre de celui du Ogura hyakunin isshu. Les illustrations des auteurs sont issues d'un jeu de cartes Uta-karuta de l'ère Meiji.

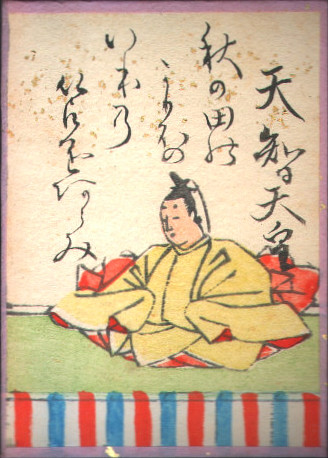
001. Empereur Tenchi (天智天皇) 626-672
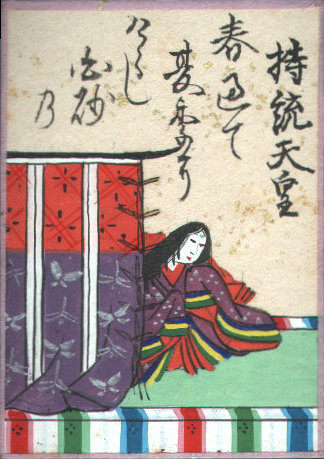
002. Impératrice Jito (持統天皇) 645-703
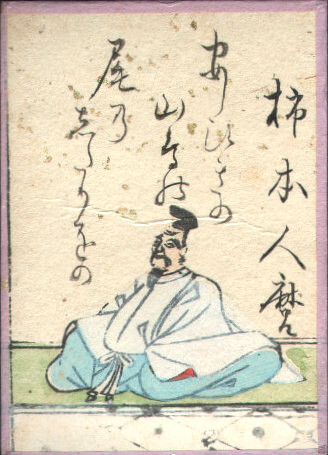
003. Kakinomoto no Hitomaro (柿本人麿) vers 660-720
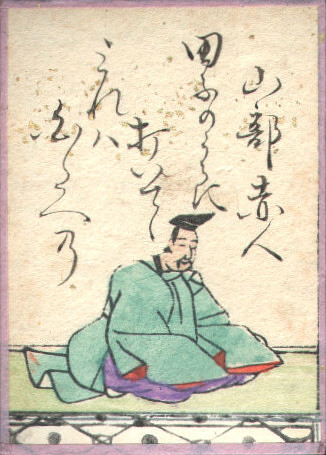
004. Yamabe no Akahito (山辺赤人) vers 700
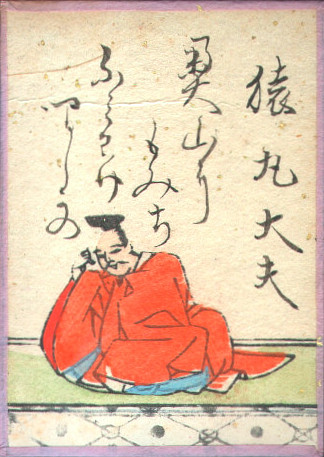
005. Sarumaru no Taifu (猿丸大夫)
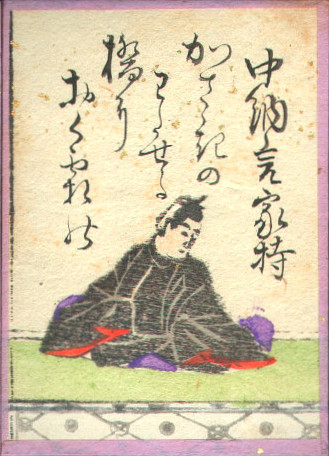
006. Ōtomo no Yakamochi (中納言家持) 718-785
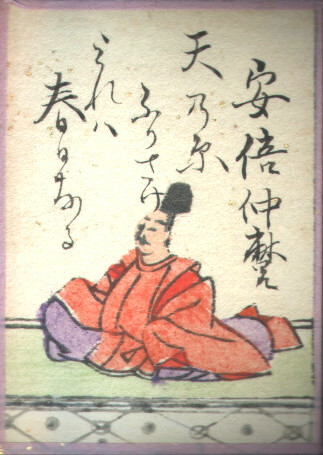
007. Abe no Nakamaro (安倍仲麿) vers 698-770
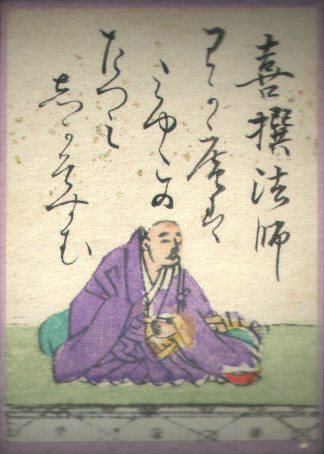
008. Kisen Hoshi (喜撰法師)
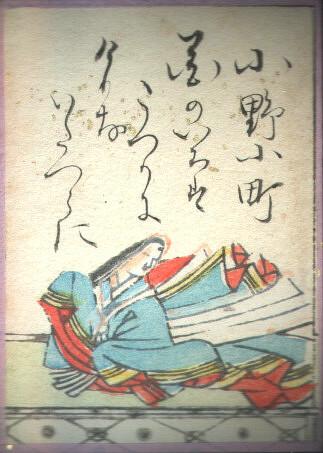
009. Ono no Komachi (小野小町) vers 809-901
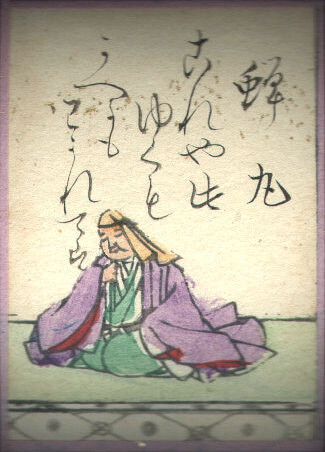
010. Semimaru (蝉丸)
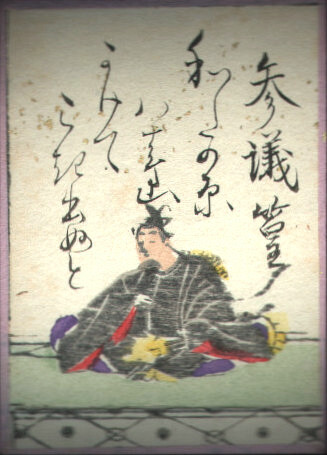
011. Ono no Takamura (参議篁) 802-853
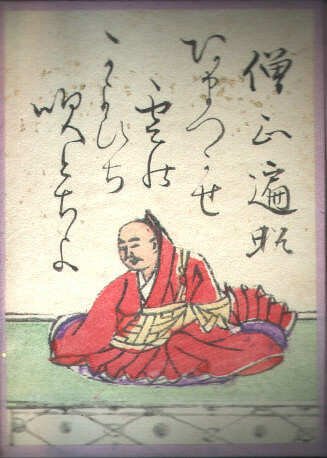
012. Sojo Henjō (僧正遍昭) 816-890
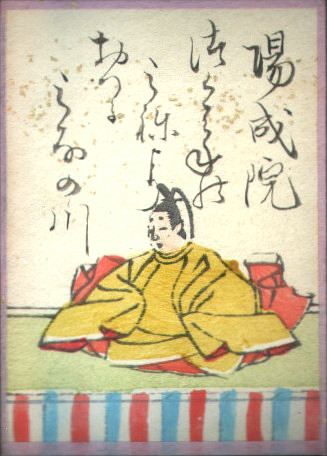
013. Empereur Yōzei (陽成院) 869-949
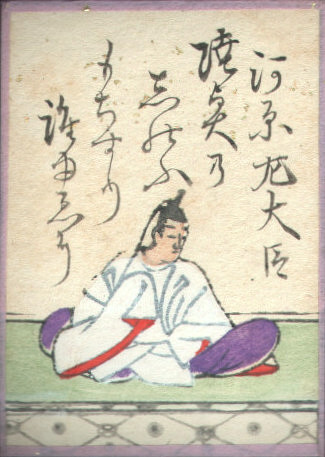
014. Kawara no Sadaijin (河原左大臣) 822-895
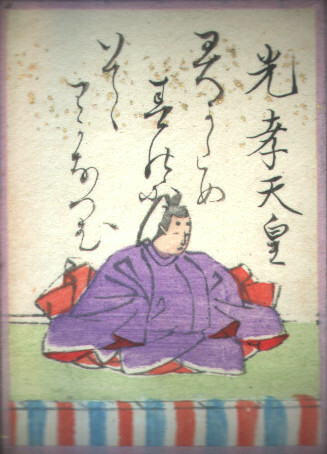
015. Empereur Kōkō (光孝天皇) 830-887
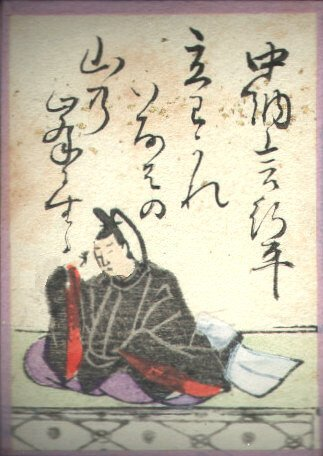
016. Ariwara no Yukihira (中納言行平) 818-893
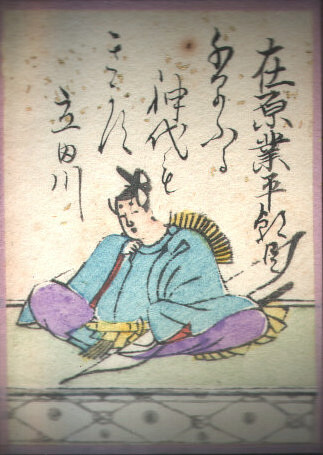
017. Ariwara no Narihira (在原業平朝臣) 825-880
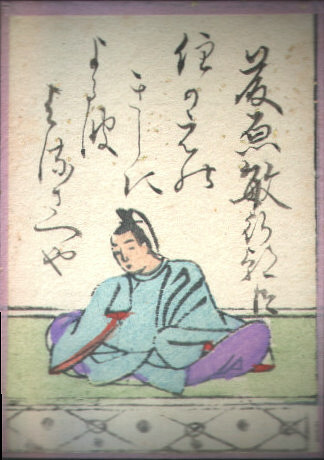
018. Fujiwara no Toshiyuki (藤原敏行朝臣) ?-907
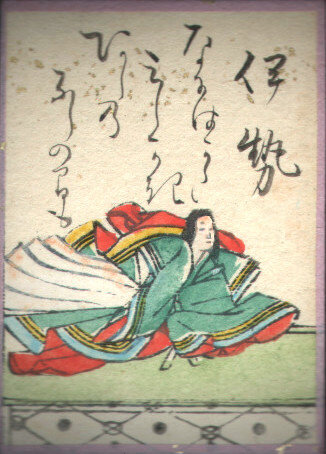
019. Ise (伊勢) 872-938
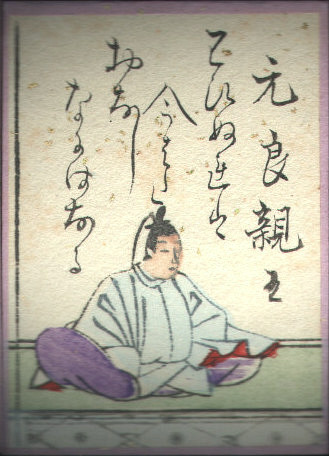
020. Prince Motoyoshi (元良親王) 890-94
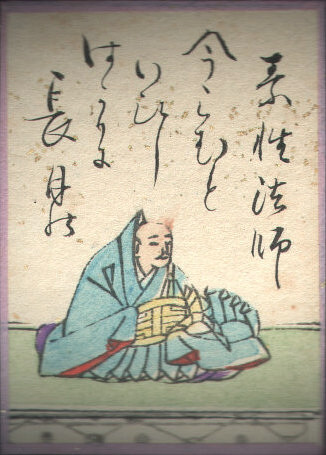
021. Hoshi Sosei (素性法師) ?-vers 910
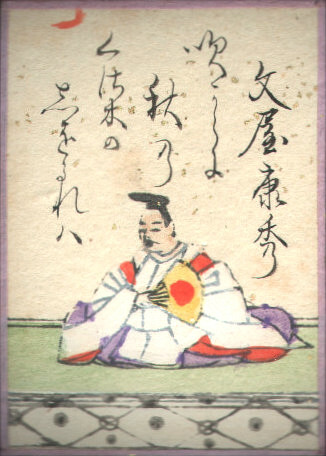
022. Funya no Yasuhide (文屋康秀)
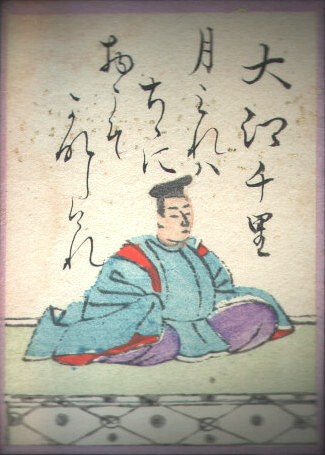
023. Ōe no Chisato (大江千里)
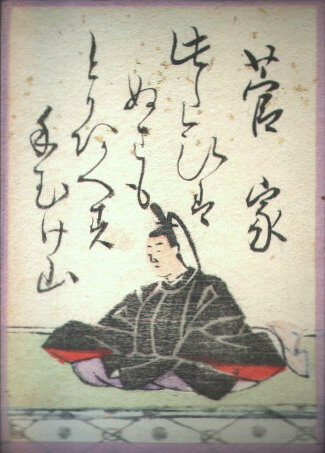
024. Kan Ke (菅家) 845-903
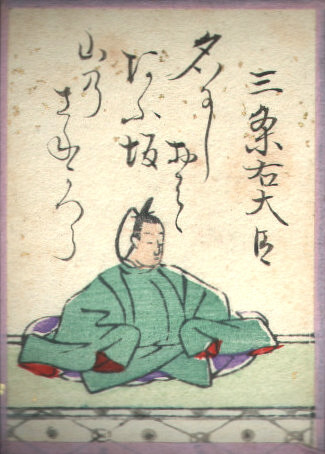
025. Sanjo Udaijin (三条右大臣) 873-932
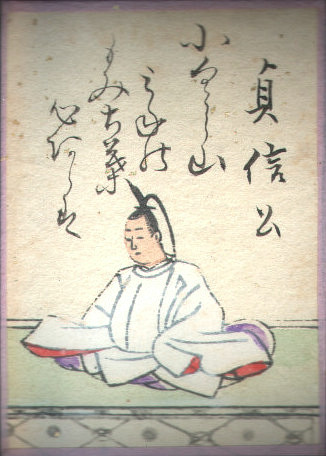
026. Teishin Ko (貞信公) 880-949
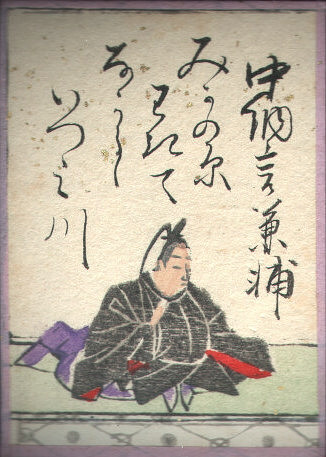
027. Chunagon Kanesuke (中納言兼輔) 877-933
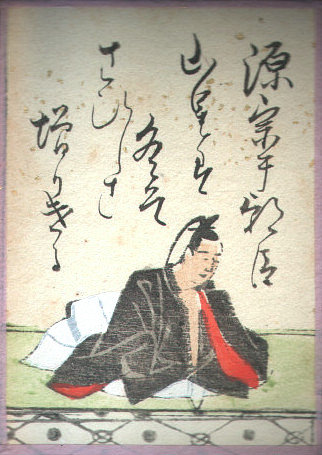
028. Minamoto no Muneyuki (源宗于朝臣) ?-940
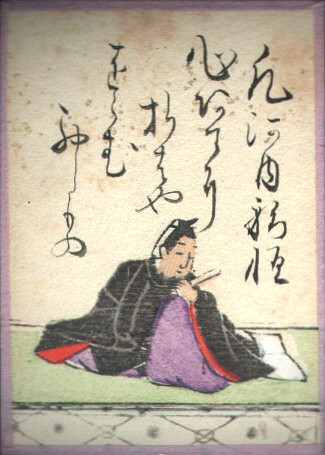
029. Ōshikōshi no Mitsune (凡河内躬恒) vers 859-925 (?)
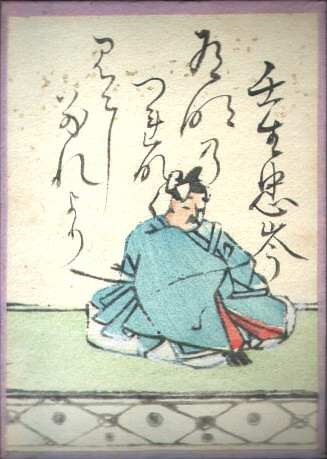
030. Mibu no Tadamine (壬生忠岑) 860-920
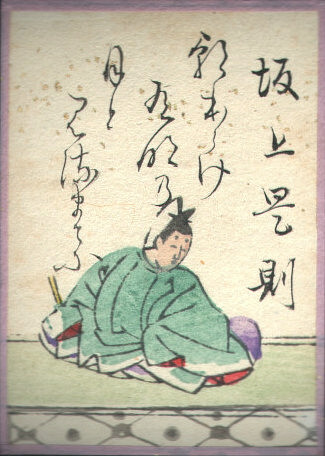
031. Sakanoue no Korenori (坂上是則) ?-930
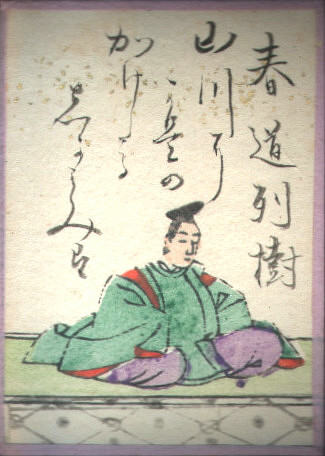
032. Harumichi no Tsuraki (春道列樹) ?-920
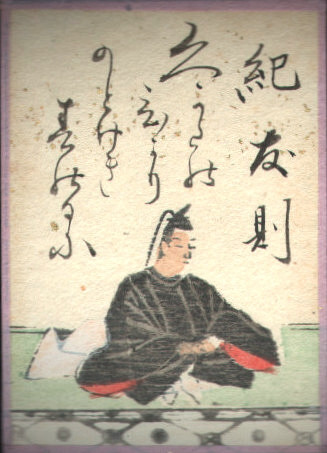
033. Ki no Tomonori (紀友則) vers ?-907
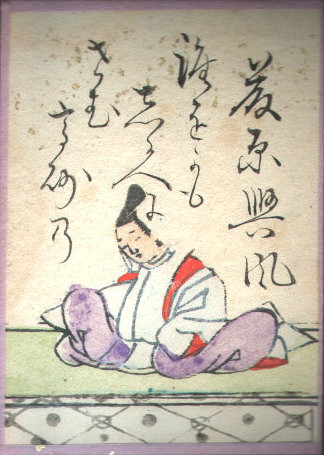
034. Fujiwara no Okikaze (藤原興風)
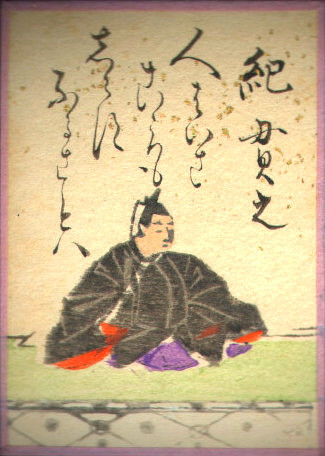
035. Ki no Tsurayuki (紀貫之) 866/872-945
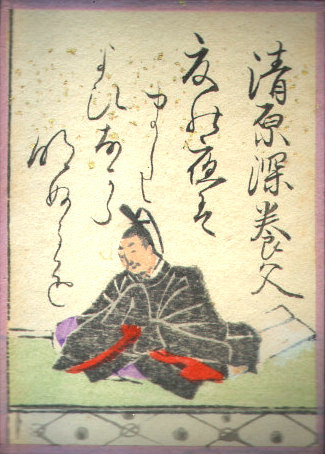
036. Kiyohara no Fukayabu (清原深養父)
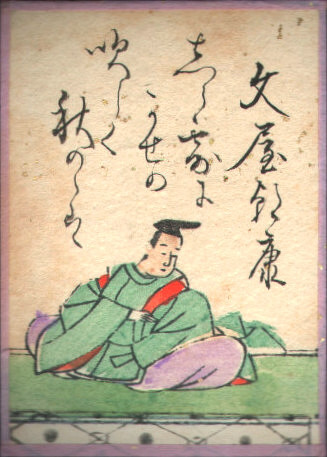
037. Fun'ya no Asayasu (文屋朝康)
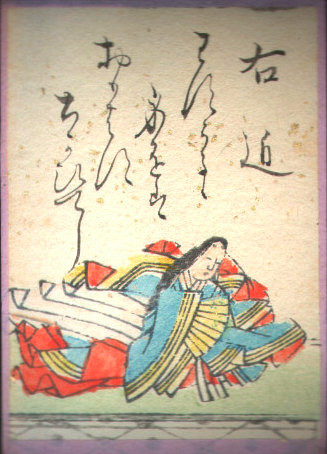
038. Ukon (右近)
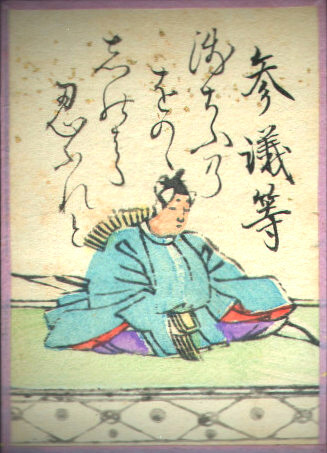
039. Sangi Hitoshi (参議等) 880-951
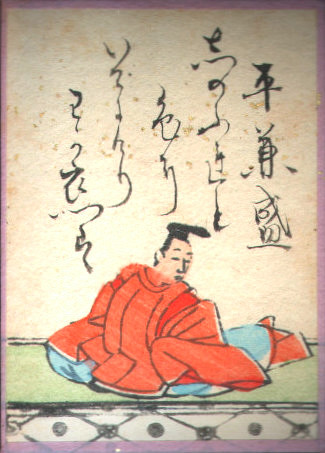
040. Taira no Kanemori (平兼盛)
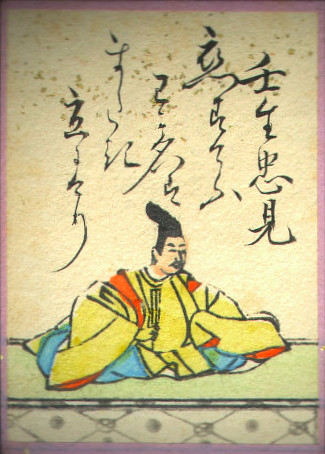
041. Mibu no Tadami (壬生忠見)
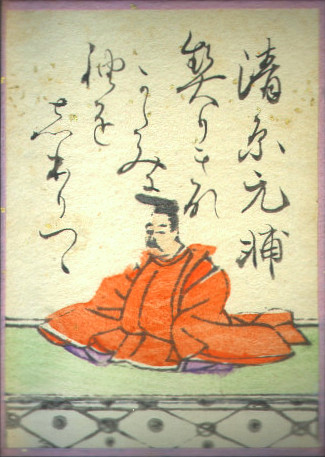
042. Kiyohara no Motosuke (清原元輔) 908-990
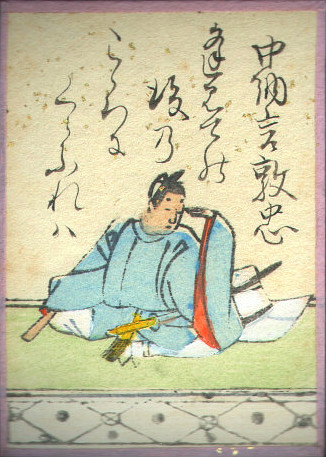
043. Fujiwara no Atsutada (権中納言敦忠) 906-943
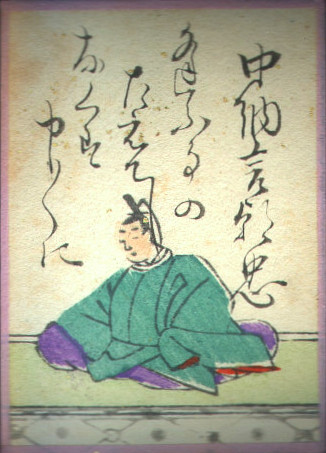
044. Fujiwara no Asatada (中納言朝忠) 910-967
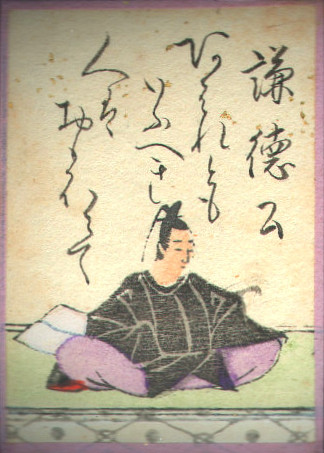
045. Kentoku Ko (謙徳公) 924-972
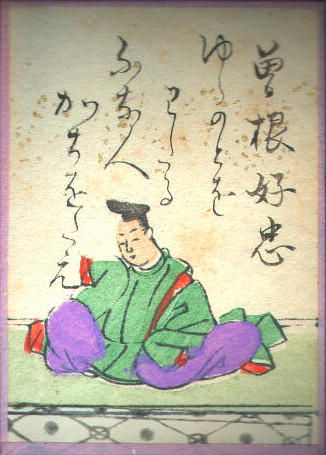
046. Sone no Yoshitada (曽禰好忠)
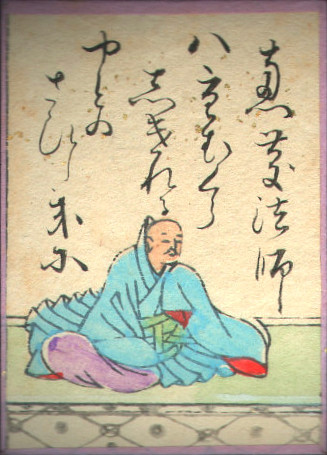
047. Egyō (恵慶法師)
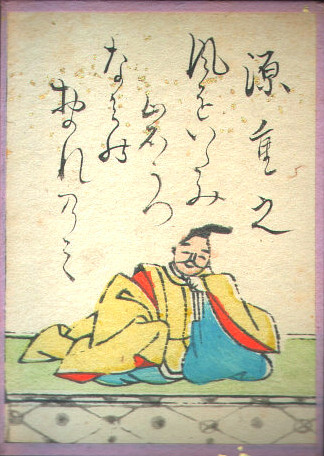
048. Minamoto no Shigeyuki (源重之) ?-ca.1000 (?)
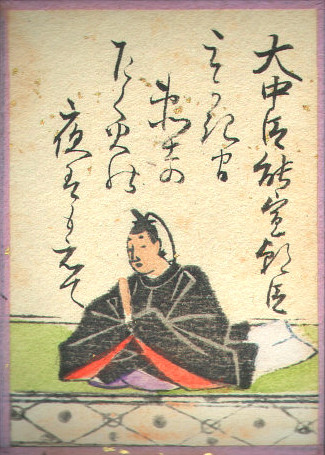
049. Ōnakatomi no Yoshinobu (大中臣能宣朝臣) 921-991
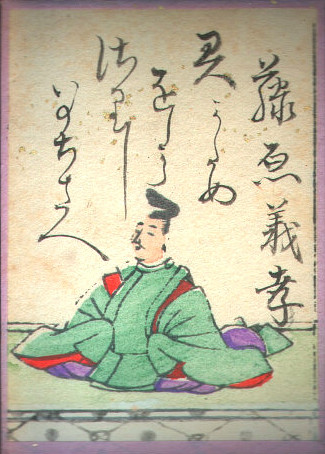
050. Fujiwara no Yoshitaka (藤原義孝) 954-974
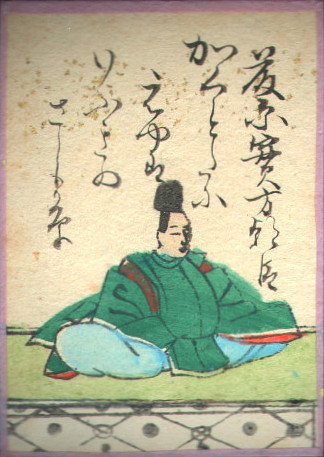
051. Fujiwara no Sanekata Ason (藤原実方朝臣) ?-999
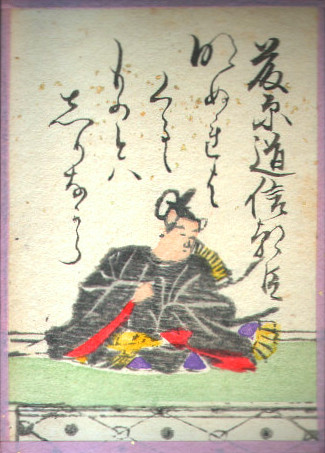
052. Fujiwara no Michinobu (藤原道信朝臣) 972-994
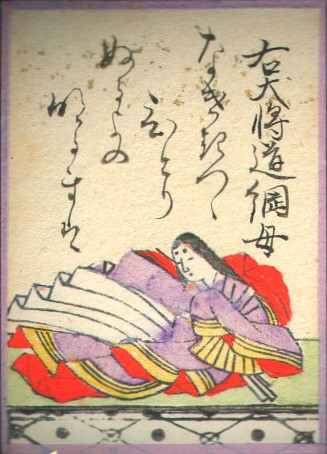
053. Udaisho Michitsuna no Haha (右大将道綱母) 936(?)-995
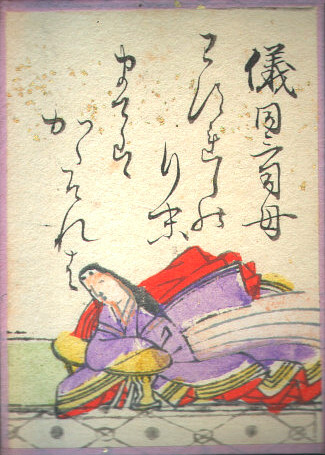
054. Gido Sanshi no Haha (儀同三司母) ?-996
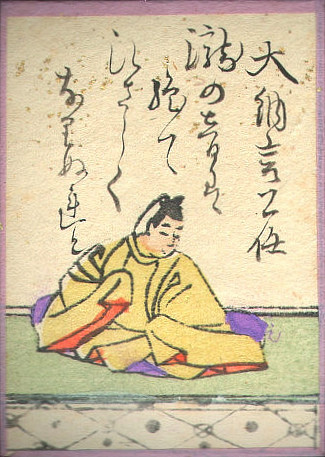
055. Dainagon Kinto (大納言公任) 966-1041
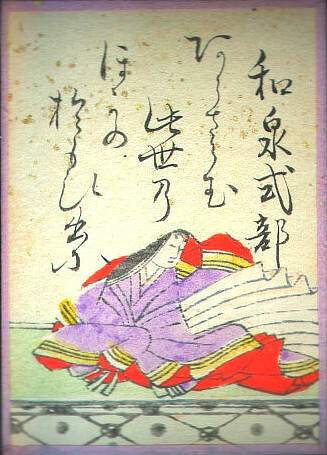
056. Izumi Shikibu (和泉式部) vers 978(?)-?
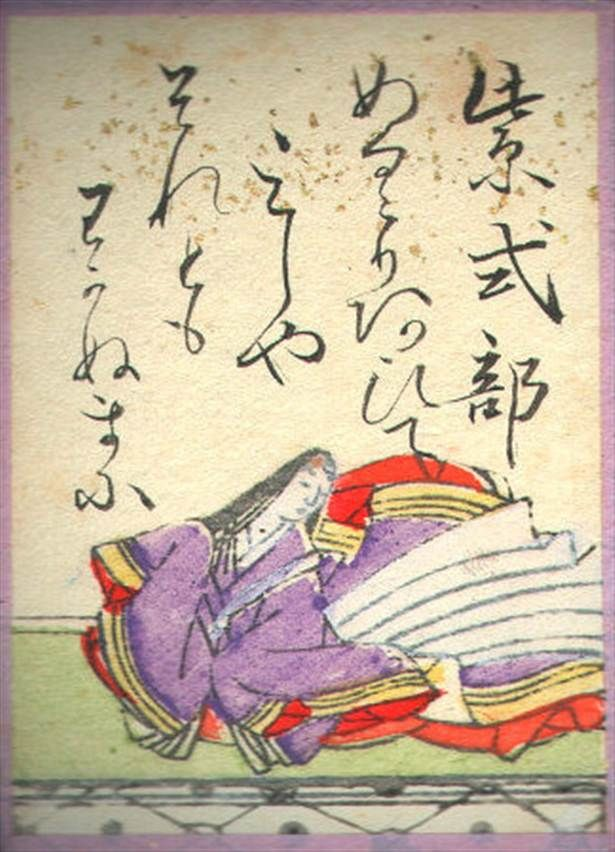
057. Murasaki Shikibu (紫式部) vers 979(?)-1016(?)
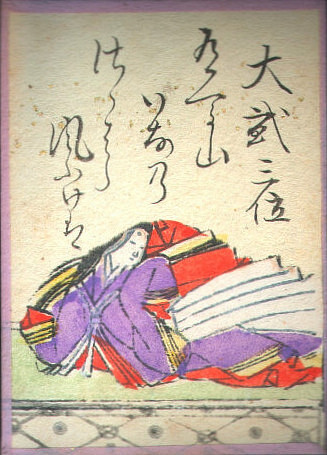
058. Daini no Sanmi (大弐三位) vers 999(?)-1082(?)
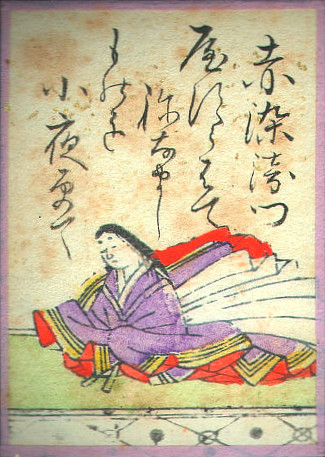
059. Akazome Emon (赤染衛門) vers 956(?)-1041
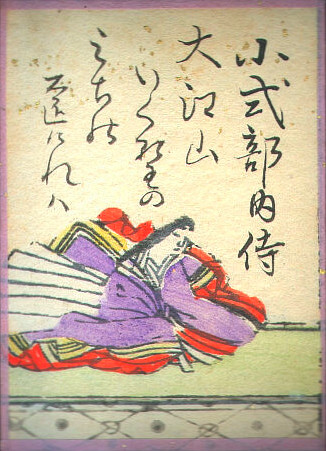
060. Koshikibu no Naishi (小式部内侍) 999-1025
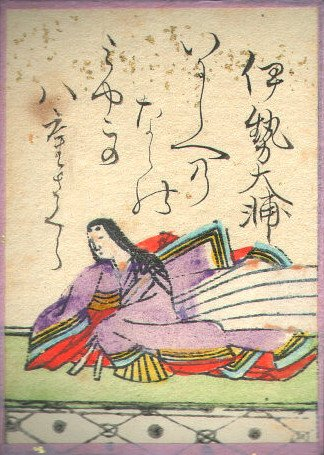
061. Ise no Osuke (伊勢大輔) vers 989(?)-1060(?)
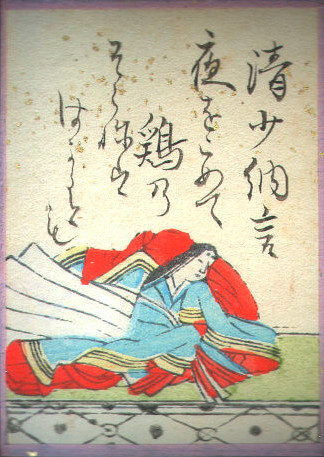
062. Sei Shonagon (清少納言) vers 966(?)-1025(?)
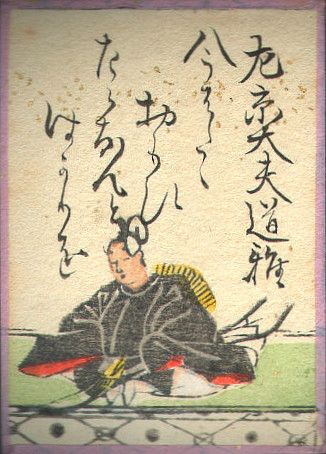
063. Fujiwara no Michimasa (左京大夫道雅) 992-1054
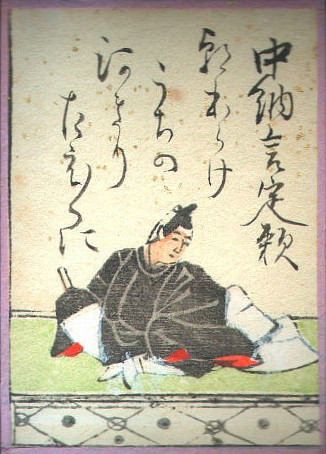
064. GonChunagon Sadayori (権中納言定頼) 995-1045
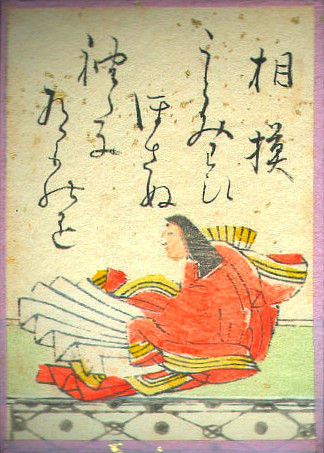
065. Sagami (相模) vers 998(?)-1061
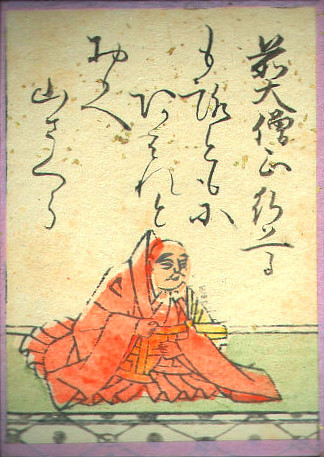
066. Gyōson (大僧正行尊) 1055-1135
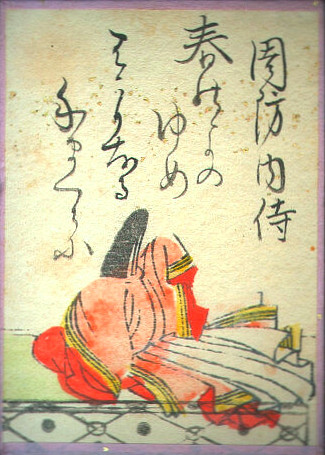
067. Suō no Naishi (周防内侍) vers 1037(?)-1109(?)
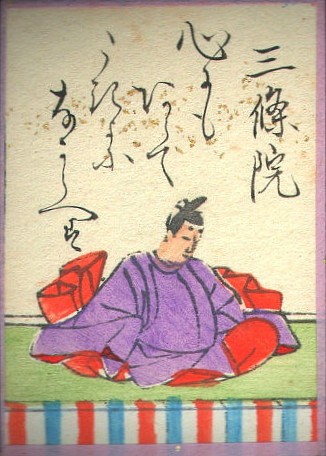
068. Empereur Sanjo In (三条院) 976-1017
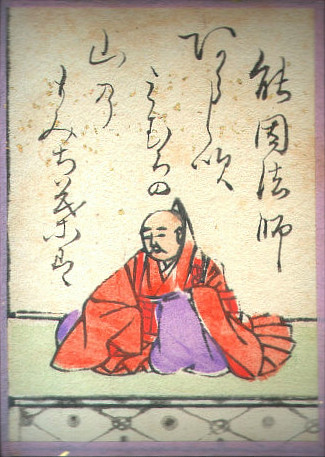
069. Nōin (能因法師) 988-vers 1058(?)
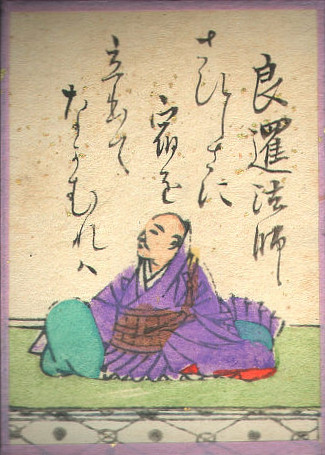
070. Ryōzen (良暹法師)
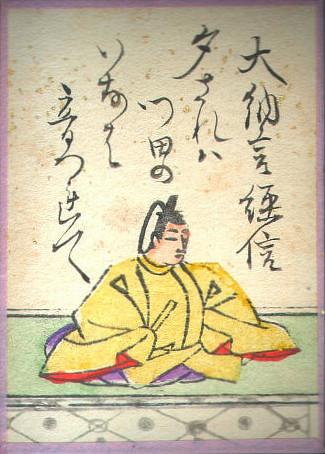
071. Dainagon Tsunenobu (大納言経信) 1016-1097
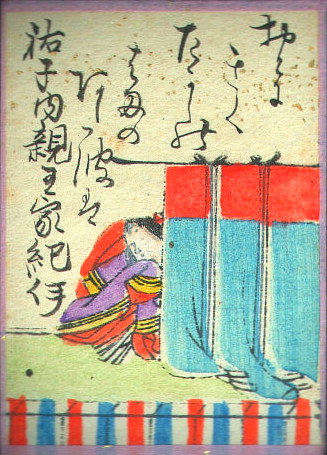
072. Yūshi Naishinnō-ke no Kii (祐子内親王家紀伊)
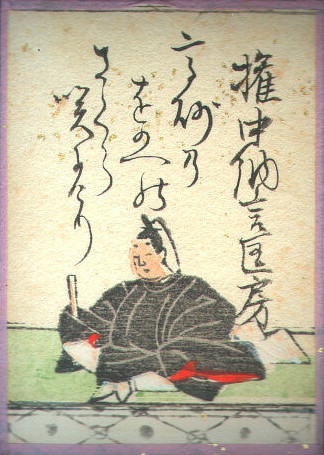
073. Ōe no Masafusa (権中納言匡房) 1041-1111
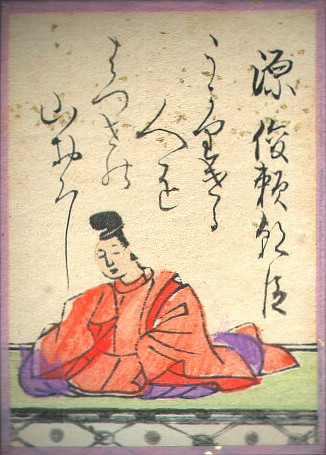
074. Minamoto no Shunrai (源俊頼朝臣) 1055-1129
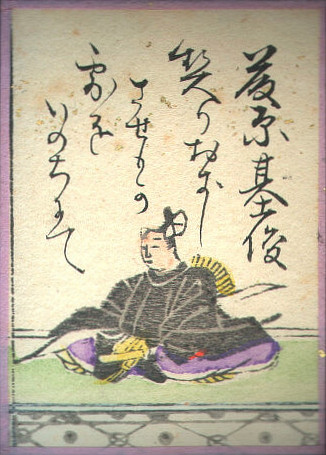
075. Fujiwara no Mototoshi (藤原基俊) 1060-1142
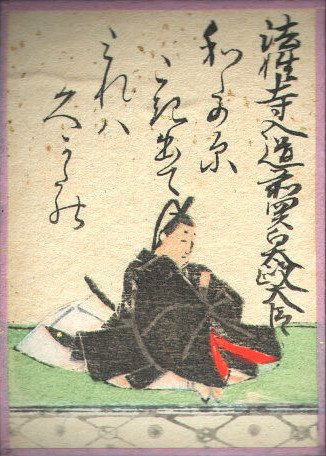
076. Hoshoji no Nyudo Kanpaku Dajodaijin (法性寺入道関白太政大臣) 1097-1164
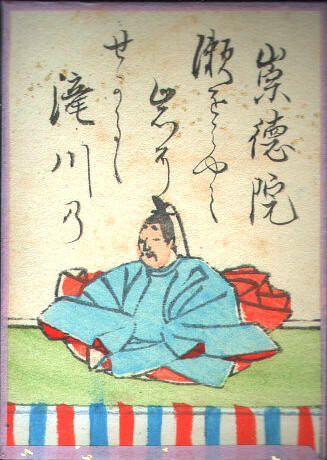
077. Empereur Sutoku In (崇徳院御製) 1119-1164
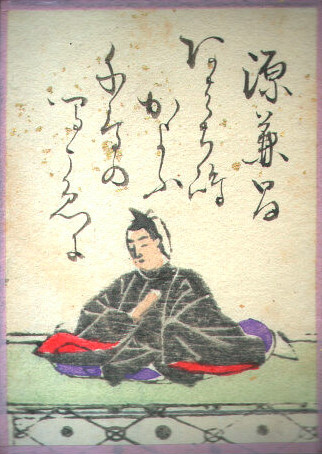
078. Minamoto no Kanemasa (源兼昌)
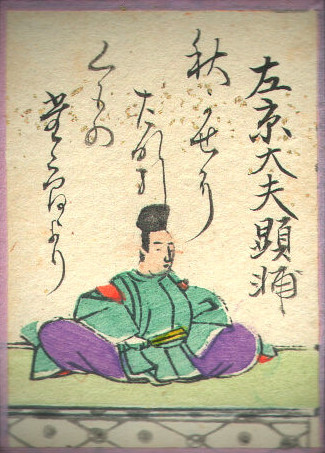
079. Sakyo no Daibu Akisuke (左京大夫顕輔) 1090-1155
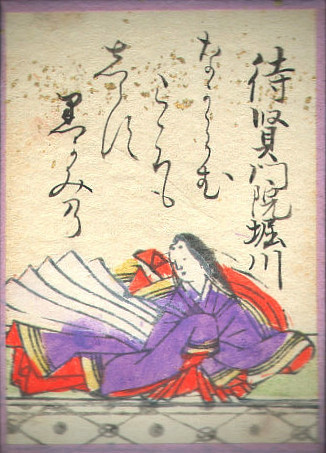
080. Taiken Mon In no Horikawa (待賢門院堀河)
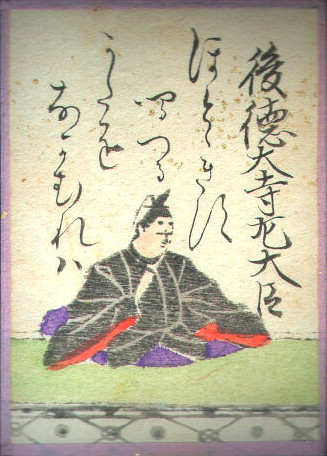
081. Tokudaiji Sanesada (後徳大寺左大臣) 1139-1192
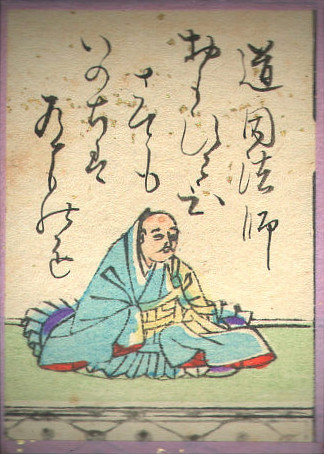
082. Fujiwara no Atsuyori (道因法師) 1090-vers 1182(?)
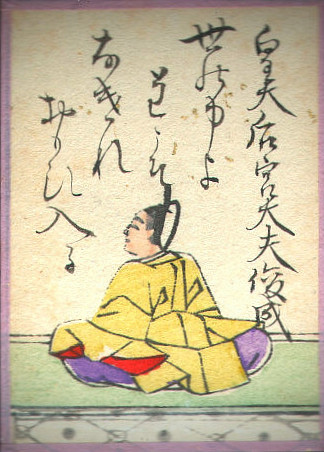
083. Kotaigogu no Daibu Toshinari (皇太后宮大夫俊成) 1114-1204
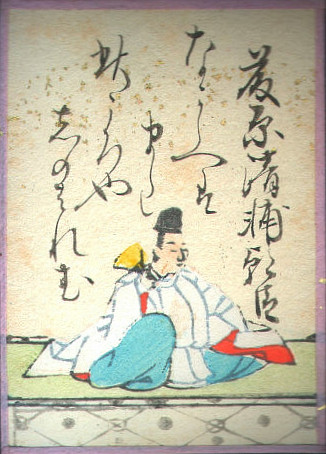
084. Fujiwara no Kiyosuke Ason (藤原清輔朝臣) 1104-1177
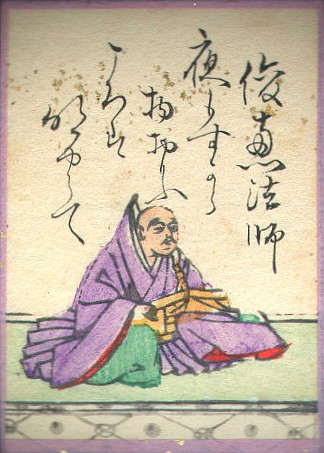
085. Shun'e Hoshi (俊恵法師) 1113-vers 1191(?)
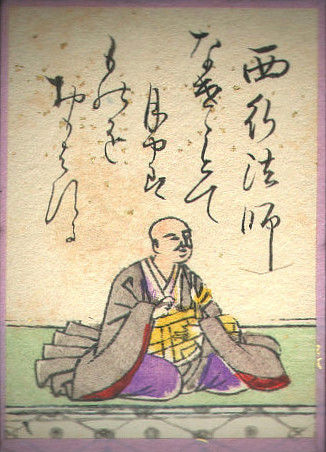
086. Saigyō Hōshi (西行法師) 1118-1190
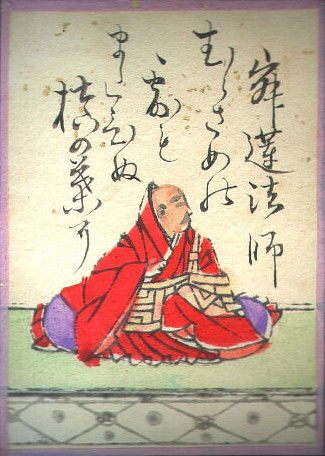
087. Jakuren Hoshi (寂蓮法師) vers 1139(?)-1202
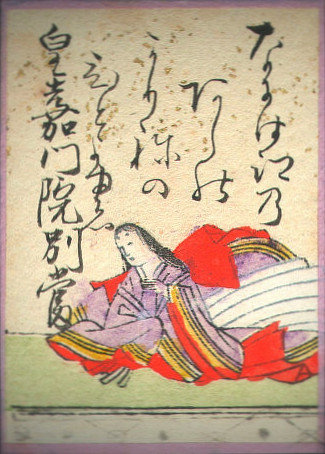
088. Kōka Mon In no Bettō (皇嘉門院別当)
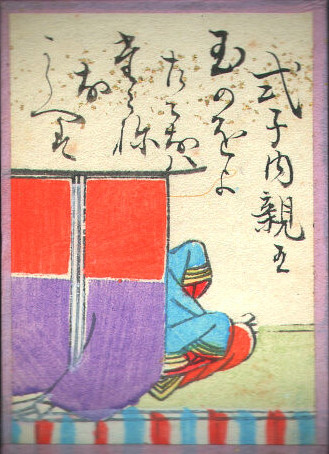
089. Shikishi Naishinnō (式子内親王) vers 1149(?)-1201(?)
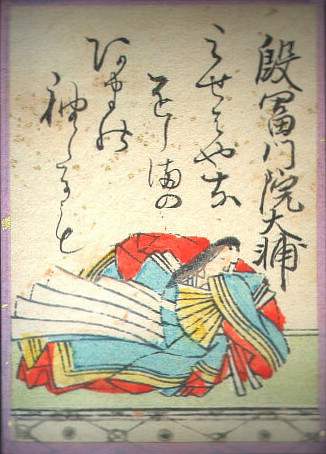
090. Inpu Mon In no Daifu (殷富門院大輔) vers 1130(?)-1200(?)
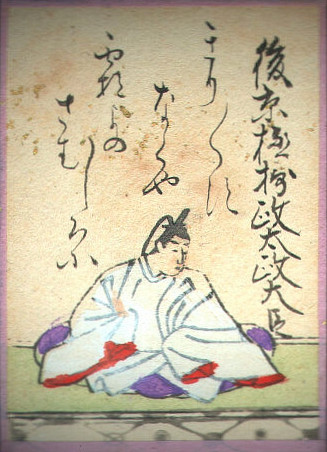
091. Go Kyogoku no Sessho Dajodaijin (後京極摂政太政大臣) 1169-1206
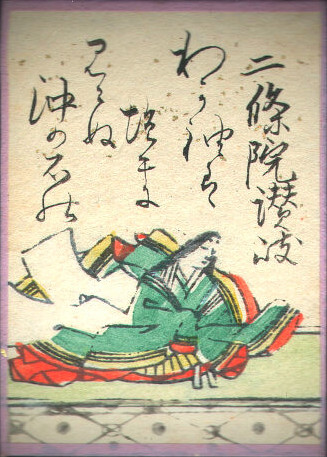
092. Nijō-in no Sanuki (二条院讃岐) vers 1141(?)-1217(?)
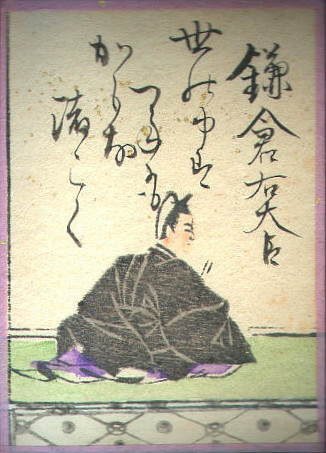
093. Kamakura no Udaijin (鎌倉右大臣) 1192-1219
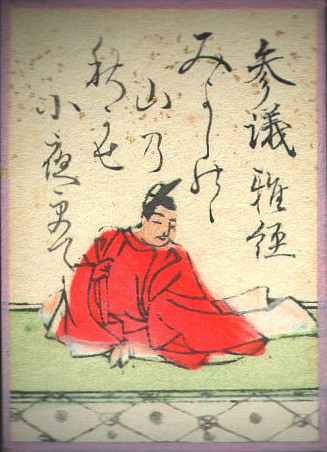
094. Asukai Masatsune (参議雅経) 1170-1221
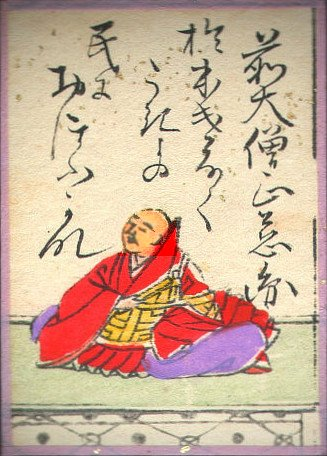
095. Saki no Daisojo Jien (前大僧正慈円) 1155-1225
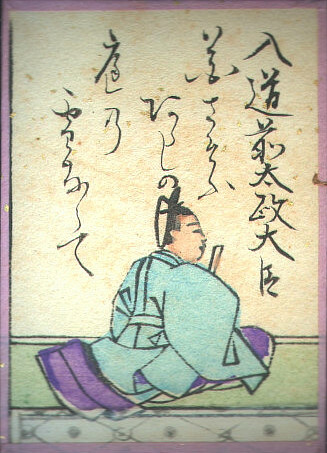
096. Saionji Kintsune (入道前太政大臣) 1171-1244
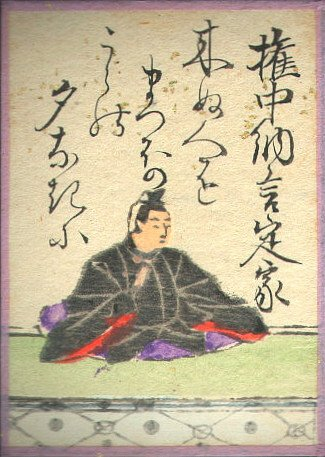
097. GonChunagon Sadaie (権中納言定家) 1162-1241
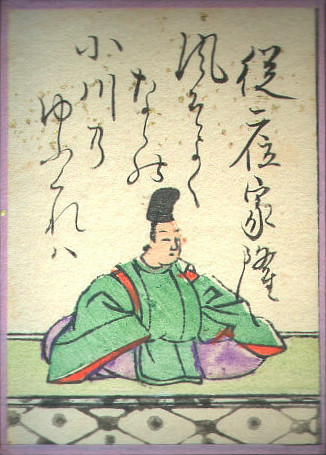
098. Fujiwara no Ietaka (従二位家隆) 1158-1237
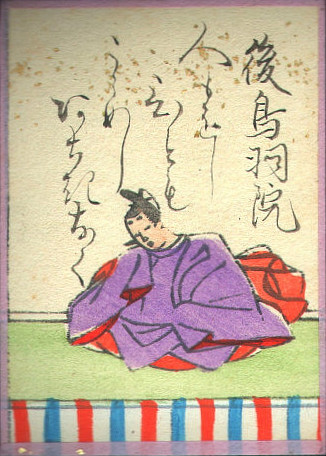
099. Empereur Gotoba In (後鳥羽院) 1180-1239
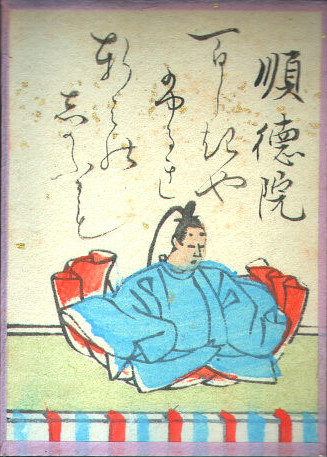
100. Empereur Juntoku In (順徳院) 1197-1242

## Éditions en français
- De cent poètes un poème  (traduction intégrale de René Sieffert), POF, coll. « Tama », 1993, 94 p. (ISBN 2-7169-0293-3) ; réimpression avec des calligraphies de Sôryû Uesugi, coll. « Poètes du Japon », 2008, 224 p.  (ISBN 2-7169-0350-6) ; réédition Verdier, 2012.
- Les cent poèmes ont été traduits par Ryôji Nakamura et René de Ceccaty dans Mille ans de littérature japonaise, Éditions Piquier, 2005, p. 155-175.
- Hyakunin Isshu, par kuma. Résumés, cartes calligraphiées transcrites, reproductions d'anciens livres japonais et tableaux, 320 pages, 2021, Amazon,  (ISBN 979-8722022561)